# Derris ovalifolia
Derris ovalifolia là một loài thực vật có hoa trong họ Đậu. Loài này được (Wight & Arn.) Benth. miêu tả khoa học đầu tiên.